# Elecciones presidenciales de Togo de 2010
Las elecciones presidenciales de Togo de 2010 se realizaron el 4 de marzo de 2010. Terminaron con la victoria del presidente en ejercicio Faure Gnassingbé, que obtuvo casi el 61% de los votos, mientras que su principal rival Jean-Pierre Fabre recibió menos del 34% de los votos. Los resultados electorales fueron rechazados por la oposición, que acusó a las autoridades de fraude electoral y organizó protestas de sus partidarios. Sin embargo, los observadores internacionales, incluidos los de la Unión Europea, no encontraron casos de fraude electoral, aunque criticaron parte del proceso electoral.

## Campaña
La campaña electoral duró en Togo del 16 de febrero de 2010 al 2 de marzo de 2010.
En una entrevista del 16 de febrero de 2010, el presidente Gnassingbé subrayó la gran importancia de las elecciones, que calificó de "gran prueba" para el país. Dijo que las elecciones de 2005 fueron "traumáticas para muchas personas" y anunció que haría todo lo que estuviera en su mano para organizar la votación de la mejor manera posible. Añadió que una victoria en condiciones violentas "carecería de sentido".
El presidente lanzó oficialmente su campaña el 18 de febrero en Atakpamé. Con este motivo, hizo un llamamiento a los habitantes para que le confiaran su confianza para "garantizar un futuro mejor para todos los togoleses". Fabre lanzó su propia campaña presidencial un día después en Lomé. Gnassingbé finalizó la campaña con una manifestación en Kara, afirmando que había sido ejemplar. Expresó su confianza en que el resultado de la votación reflejará la voluntad de los ciudadanos y pidió a todos que respeten los resultados.
Durante la campaña, uno de los candidatos, Nicolas Lawson, acusó a Gnassingbé de malversar fondos públicos para su propia campaña. Durante la misma, el RPT distribuyó arroz a un precio muy inferior al del mercado. Un portavoz del partido afirmó que el arroz y otros productos procedían de donaciones de partidarios del presidente. Durante la campaña, carteles del presidente en ejercicio dominaban claramente las calles de la ciudad. En su informe postelectoral, la misión de la UE acusó al RPT de exceder el límite legal de gastos de campaña electoral en aproximadamente 100.000 dólares, pero el portavoz del partido rechazó estas acusaciones.

## Proceso de votación y reacciones
Teniendo en cuenta la violencia que siguió a las elecciones de 2005, era crucial que la comisión electoral organizara el proceso electoral de manera pacífica. El 3 de marzo de 2010, el presidente de la CENI, Taffa Tabiou, destacó que la campaña electoral que terminó el día anterior había sido pacífica. Reiteró el compromiso de la comisión electoral de "organizar sólo elecciones justas, transparentes y libres de violencia". Para garantizar la seguridad, el día de la votación se desplegaron en el país 3.000 policías y 3.000 gendarmes.
Los colegios electorales estuvieron abiertos el 4 de marzo de 2010 de 7:00 a. m. a 5:00 p. m. hora local. La votación se desarrolló sin contratiempos y de forma pacífica.
Sin embargo, poco después de su finalización, la oposición expresó su preocupación por la posibilidad de fraude electoral. Jean-Pierre Fabre dijo que no tenía confianza en la comisión electoral y todas las demandas de su partido en materia de transparencia electoral fueron rechazadas. Añadió que la UFC, como partido político, se reserva el derecho de cuestionar los resultados si hay dudas sobre su imparcialidad.
En medio de una atmósfera de profunda desconfianza, surgió la primera controversia sobre la forma en que se transmitieron los resultados electorales desde el terreno a la sede de la CENI. En consulta con los observadores de la UE, la comisión electoral determinó que estos resultados se recopilarían utilizando el sistema satelital VSAT. Sin embargo, después de la votación, el 5 de marzo de 2010, el presidente de la CENI anunció que el sistema VSAT estaba dañado y que sería necesario entregar físicamente los resultados de 35 distritos del país. El método directo de transmisión de votos fue inmediatamente criticado por la oposición, que acusó a las autoridades de acción deliberada y de falta de transparencia. Además, la UFC llamó la atención sobre la falta de números de serie en las papeletas, lo que, en su opinión, facilitaba el llenado artificial de las urnas.
El 5 de marzo de 2010, tanto el partido gobernante como la opositora UFC anunciaron la victoria en las elecciones. Sin embargo, el propio presidente no habló públicamente. Fabre, por su parte, anunció su propia victoria afirmando que había ganado aprox. 75-80% de los votos. Una vez más repitió que las elecciones estuvieron llenas de irregularidades.

## Resultados
| Candidato                          | Partido                                         | Votos     | %     |
| ---------------------------------- | ----------------------------------------------- | --------- | ----- |
| Faure Gnassingbé                   | Unión del Pueblo Togolés                        | 1 242 409 | 60,88 |
| Jean-Pierre Fabre                  | Unión de Fuerzas para el Cambio                 | 692 554   | 33,93 |
| Yawovi Agboyibo                    | Comité de Acción para la Renovación             | 60 370    | 2,96  |
| Agbéyomé Kodjo                     | Organización para Construir un Togo Unido       | 17 393    | 0,85  |
| Brigitte Adjamagbo-Johnson         | Convención Democrática de los Pueblos Africanos | 13 452    | 0,66  |
| Bassabi Kagbara                    | Partido Democrático Panafricano                 | 8341      | 0,41  |
| Jean-Nicolas Lawson                | Partido de la Renovación y la Redención         | 6027      | 0,30  |
| Votos válidos                      | Votos válidos                                   | 2 040 506 | 96,26 |
| Votos nulos/en blanco              | Votos nulos/en blanco                           | 79 283    | 3,74  |
| Total                              | Total                                           | 2 119 829 | 100   |
| Votantes registrados/participación | Votantes registrados/participación              | 3 227 492 | 64,68 |
| Fuente: Cour constitutionnelle     |                                                 |           |       |